# Desert Hills
Desert Hills ist ein Census-designated place im Mohave County im US-Bundesstaat Arizona. Das U.S. Census Bureau hat bei der Volkszählung 2020 eine Einwohnerzahl von 2.764 ermittelt.
Desert Hills hat eine Fläche von 12,2 km² und eine Bevölkerungsdichte von 227 Einwohnern je km².
Der Ort liegt an der Arizona State Route 95.